# Recorde de velocidade terrestre de motocicletas

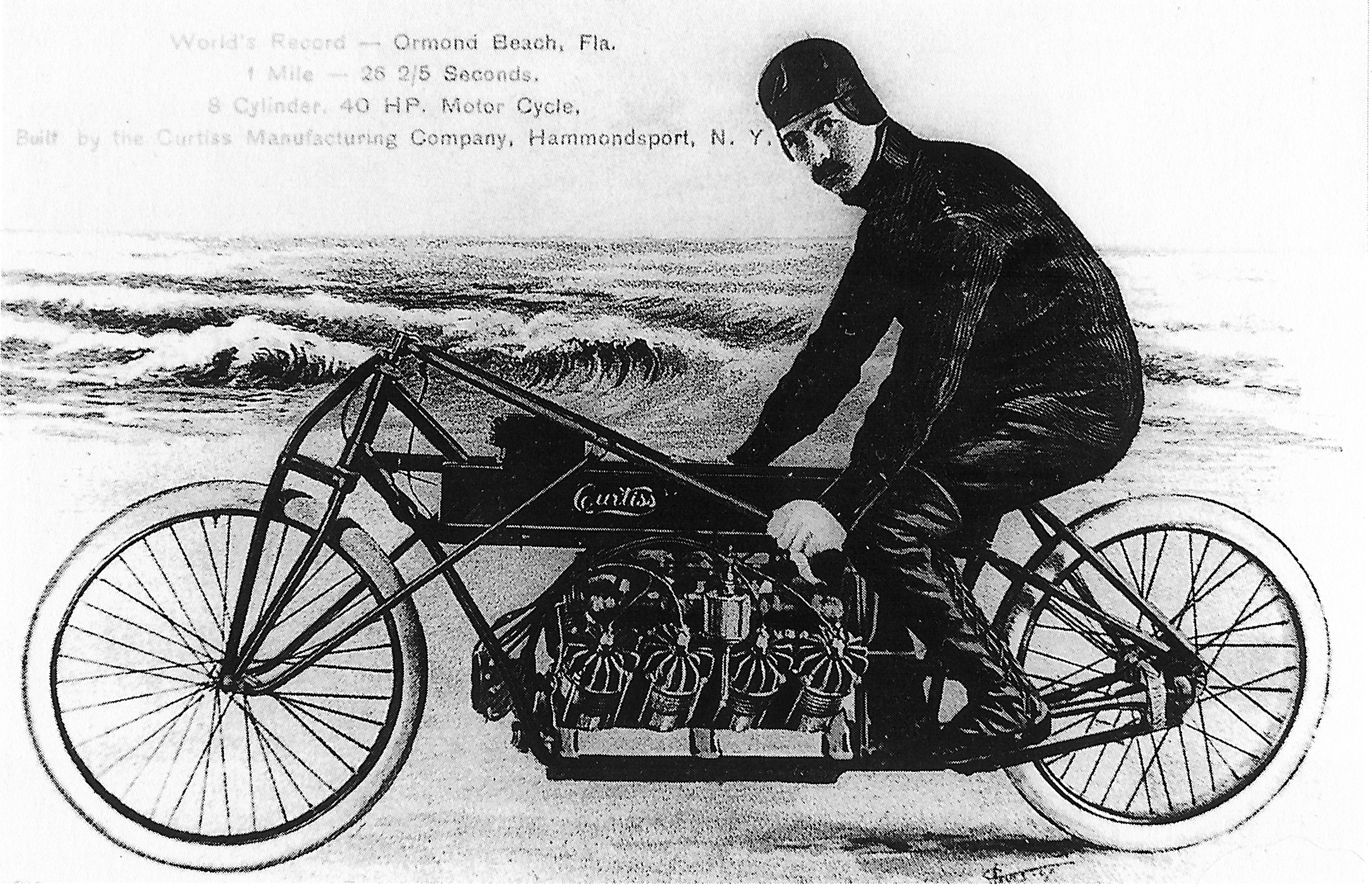
Glenn Curtiss e a sua motocicleta com motor V8 de 1907 - na atualidade, este equipamento faz parte do acervo do Smithsonian Institution.

Motorcycle land-speed record (que em português significa algo como registro de maior velocidade terrestre atingido por uma motocicleta) objetiva registrar as maiores velocidades de motocicletas, especiais ou modificadas, com uma padronização existente do percurso em terra, ou seja, com a distância fixa e em duas tomadas, ambas de direções opostas.
Os primeiros registros do Motorcycle land-speed foram feitos nas localidades americanas de Yonkers e Ormond Beach, por Glenn Curtiss e de modo não oficial. Em Yonkers, ocorreu em 1903 e Glenn utilizou um motor V2 acoplado em sua motocicleta, chegando a velocidade final de 103 km/h. Já em Ormond Beach, no dia 24 de janeiro de 1907, Glenn utilizou um motor V8 com um eixo de acionamento instalado direto na roda traseira da motocicleta e alcançou 219,31 km/h de velocidade final. Glenn Curtiss, que futuramente seria o fundador da Curtiss Aeroplane and Motor Company, usou nos testes, motores de sua própria fabricação e que eram utilizados em protótipos de aviões e o equipamento de Ormond Beach, na atualidade, faz parte do acervo do Smithsonian Institution como importante peça histórica, pois fez de Glenn o homem que atingiu a maior velocidade em qualquer veiculo terrestre ou aéreo naquela data, já que as velocidades até então registradas, eram: em automóvel, 205,45 km/h, em uma máquina ferroviária era de 211 km/h, e os únicos registros aéreos americanos, determinados pelos irmãos Wright, apontavam para uma velocidade de 60,91 km/h.
Em 14 de abril de 1920, ocorreu o primeiro registro oficial do Motorcycle land-speed sob a supervisão da Federação Internacional de Motociclismo, quando Gene Walker atingiu a marca de 167,56 km/h, porém, abaixo do recorde estabelecido por Curtiss. Somente em 1930 é que a velocidade de Curtiss foi ultrapassada, quando uma moto de 1000 cc, pilotada por Joe Wright, atingiu a velocidade final de 220 km/h, já no novo padrão de duas tomadas em direções opostas. Isto ocorreu em Arpajon, na França, no dia 31 de agosto de 1930. 
O Motorcycle land-speed record não é uma competição, propriamente dita, mas as fabricantes de motocicletas estão sempre desenvolvendo equipamentos especiais para suplantar a melhor marca existente, e algumas empresas mantiveram, ao longo de anos, os melhores registros. Exemplo disto, são os 11 anos que a BMW manteve, estabelecido em 1937, a marca de 279,51 km/h, ou os 16 anos que a Harley Davidson sustentou a marca de 518,45 km/h.